# Dodungmatgon motsar-a
Dodungmatgon motsar-a (도둑맞곤 못살아?), noto anche con i titoli internazionali Can't Live Without Robbery e Steal It If You Can, è un film sudcoreano del 2002.

## Trama
Kang Sang-tae è un padre di famiglia dall'indole bonaria, mentre il suo vicino di casa – il giovane Kang-jo – è un esperto programmatore, che come svago si diverte tuttavia a commettere furti. Il bersaglio di Kang-jo ben presto diventa proprio Sang-tae, ma i tentativi di allontanare il "malvivente" risultano sempre vani. Ben presto l'uomo capisce che, se non trova un modo per farsi valere, rischia di perdere tutto il rispetto che la sua famiglia ripone in lui.

## Distribuzione
La pellicola ha goduto di una distribuzione a livello nazionale a cura della MBC, a partire dal 27 settembre 2002.